# 第四紀
| 第四紀的下級劃分 | 第四紀的下級劃分 | 第四紀的下級劃分 | 第四紀的下級劃分 |
| 紀               | 世               | 期               | 年代 (万年)      |
| ---------------- | ---------------- | ---------------- | ---------------- |
| 第四紀           | 全新世           | 梅加拉亚期       | 0--0.42          |
| 第四紀           | 全新世           | 诺斯格瑞比期     | 0.42--0.82       |
| 第四紀           | 全新世           | 格陵兰期         | 0.82--1.17       |
| 第四紀           | 更新世           | 晚更新期         | 1.17--12.6       |
| 第四紀           | 更新世           | 千葉期           | 12.6--77.3       |
| 第四紀           | 更新世           | 卡拉布里亞期     | 77.3--180        |
| 第四紀           | 更新世           | 格拉斯期         | 180--258         |
| 新近紀           | 上新世           | 皮亚琴期         | 以前             |

第四纪（英語：Quaternary Period，符號：Q）是新生代的一个纪，也是地质时代中的最新的一个纪，包括更新世和全新世两个世。第四纪前是新近纪。它从约260万年前开始，一直延续至今。
| 第四紀 2.58–0百万年前 PreЄ Є O S D C P T J K Pg N |                               |
|                                                   |                               |
| 全時期平均大氣O 2含量                             | 约21 Vol % （为現代的105% ）  |
| 全時期平均大氣CO 2含量                            | 约250 ppm （为前工業時期1倍） |
| 全時期平均地表溫度                                | 约14℃ （高於現代0℃）          |

## 研究史
第四纪这个名称最早是意大利地质学家乔瓦尼·阿尔杜伊诺于1759年研究波河河谷沉积情况时提出的。1829年，法国地质学家儒勒·迪斯努瓦耶引用了这个定义。他在研究塞纳河低地的沉积层时发现了一层比新近纪更新的岩层。这个岩层一直延伸到地表。
第四纪的时期基本上与最近的冰河期（包括现在的冰川回退期）相符。另一种分法是将300万年前北极结冰的开始作为第四纪的开始，这样的话上新世的最新的一部分也算作第四纪了。也有人不承认第四紀的存在，而将它看作第三纪的一部分。

## 生物
第四纪的260万年中人类的存在已被确证。在这段时间裡板块运动小于100千米，因此大陸運動的差異可以被忽略。不過海岸線變化很大，因為在这段时间里气候不断变化，冰河期与间冰期交换。在冰川期中冰川可以一直延伸到纬度40度的地方。在这段时间裡只有很少新的动物种类产生（可能因为这段时间还比较短），在更新世末期，在北半球有不少哺乳动物（如剑齿虎、猛犸象、乳齿象、雕齿兽等）灭绝。马科、骆驼科、北美獵豹等在北美洲灭绝。

## 气候
中国地理学家竺可桢指出，第四纪欧洲和北美洲北部经历了四个冰河期和四个间冰期：第一冰河期距今30万年至27万年；第二冰河期距今20万年至18万年；第三冰河期距今13万年至10万年；第四冰河期距今6万5千年至1万5千年。

## 参見
- 地質時代表
- 第四紀滅絕事件
- 第四紀冰河時期
- 新近紀